# Queenslandiella hyalina
Queenslandiella hyalina là loài thực vật có hoa trong họ Cói. Loài này được (Vahl) Ballard miêu tả khoa học đầu tiên năm 1933.